# Дженкинс, Эдвард
Эдвард Дженкинс (англ. Edward Jenkins; 1838—1910) —  английский писатель-сатирик и политический деятель.

## Биография
Эдвард Дженкинс родился 2 июля 1838 года в индийском городе Бангалоре. Учился в Университете Макгилла и Пенсильванском университете.
В 1870 году он объездил британскую Гвиану, как представитель общества противников рабства и защиты туземцев, с целью исследования положения «кули» (туземцы рабочие). Свои наблюдения он изложил в труде «The Coolie; his rights a. wrongs».
В 1874—1881 годах Э. Дженкинс состоял членом парламента от Консервативной партии Великобритании, отличаясь эксцентричностью и резкостью своей политической тактики и работая главным образом в сфере вопросов о колониях, близко ему знакомых; он большой сторонник эмиграционного движения и защищал в парламенте единство британских владений против антиколониальной партии.
Свои взгляды на современные условия общественной жизни Эдвард Дженкинс изложил в ряде полубеллетристических произведений, сделавшихся, благодаря своим симпатичным тенденциям, очень популярными не только в Англии, но и за её пределами.
Первый, едва ли не лучший из его сатирических рассказов — «Ginx’s Baby» («Джинксов младенец»), появился в 1869 году; в нём автор очень метко и остроумно смеется над бестолковой филантропией религиозных общин, над английским ханжеством, сектантским духом и «cant»’ом, среди которого беспомощно гибнут жертвы шумных и ложно направленных забот.
Не меньшим успехом, чем «Ginx’s Baby», пользовались «Little Hodge» — идеализированная история основания земледельческого союза — и «Lord Bantam». Менее удачен «A Paladine of Finance», где автор воспользовался историей знаменитого краха парижской «Union Générale», чтобы нарисовать картину делового Парижа. Романы Дженкинса страдают, главным образом, отсутствием художественности.
Из других книг автора наиболее популярными были «Jobson’s Enemies», «The Captain’s Cabin», «Fatal Days» и разные политические памфлеты. Почти все написанное им было переведено на русский язык в «Отечественных записках», 1870-х гг. и в других журналах.
Эдвард Дженкинс умер 4 июня 1910 года в городе Лондоне будучи парализованным в течение последних нескольких лет жизни.

## Избранная библиография
- Jenkins, Edward. Ginx's baby: his birth and other misfortunes (англ.). — London: Strahan, 1871.
- Jenkins, Edward. Barney Geoghegan, M.P and Home Rule at St. Stephen's (англ.). — London: Strahan, 1872.
- Jenkins, Edward. Lord Bantam: a satire (неопр.). — 3rd Canadian. — Montreal: Dawson, 1872.
- Jenkins, Edward. Little Hodge (неопр.). — New York: Dodd & Mead, 1873.
- Jenkins, Edward. The devil's chain (неопр.). — Montreal: Dawson, 1876.
- Jenkins, Edward. Lutchmee and Dilloo : a study of West Indian life (англ.). — London, 1877.
- Jenkins, Edward. The captain's cabin : a Christmas yarn (неопр.). — Montreal: Dawson, 1878.
- Jenkins, Edward. Haverholme, or the Apotheosis of Jingo. A satire (англ.). — London and Belfast: Chilworth, 1878.
- Jenkins, Edward. A week of passion, or, The dilemma of Mr. George Barton the younger : a novel (англ.). — New York: G. Munro, c. 1885.
- Jenkins, Edward. A Secret of Two Lives (неопр.). — London: Keegan Paul & Co, 1886.